# أرقام الهاتف في أذربيجان
تتبع أرقام الهواتف في أذربيجان إلى قطاع تقييس الاتصالات للاتحاد الدولي للاتصالات (E.164) الموصى به لتنسيق خطة ترقيم الهواتف. للاتصال من خارج أذربيجان يجب طلب رقم الوصول الدولي (بادئة الاتصال الدولي) للبلد الأصلي (00 للعديد من البلدان، 011 لمناطق أمريكا الشمالية)، ثم يطلب رمز البلد (في هذه الحالة 994).

## رموز المناطق في أذربيجان
باكو
| المكان | رمز المنطقة القديمة | رمز المنطقة الجديد |
| ------ | ------------------- | ------------------ |
| باكو   | 12                  | 12                 |

سومقاييت
| المكان   | رمز المنطقة القديمة | رمز المنطقة الجديد |
| -------- | ------------------- | ------------------ |
| سومقاييت | 18                  | 18                 |

منطقة باكو
| المكان           | رمز المنطقة القديمة | رمز المنطقة الجديد |
| ---------------- | ------------------- | ------------------ |
| مقاطعة آقداش     | 193                 | 20                 |
| مقاطعة أقسو      | 198                 | 20                 |
| مقاطعة بردعة     | 110                 | 20                 |
| مقاطعة قوبوستان  | 150                 | 20                 |
| مقاطعة غويتشاي   | 167                 | 20                 |
| مقاطعة إسماعيللي | 178                 | 20                 |
| مقاطعة كردامير   | 145                 | 20                 |
| مقاطعة شماخى     | 176                 | 20                 |
| مقاطعة أويار ‏    | 170                 | 20                 |
| مقاطعة زارداب ‏   | 135                 | 20                 |

منطقة شروان
| المكان           | رمز المنطقة القديمة | رمز المنطقة الجديد |
| ---------------- | ------------------- | ------------------ |
| مقاطعة آقجبدي    | 113                 | 21                 |
| مقاطعة بيلقان    | 152                 | 21                 |
| مقاطعة حاجي قبول | 140                 | 21                 |
| مقاطعة إيميشلي   | 154                 | 21                 |
| مقاطعة نيفتشالا ‏ | 153                 | 21                 |
| مقاطعة ساتلي     | 168                 | 21                 |
| مقاطعة صابرآباد  | 143                 | 21                 |
| Salyan District  | 163                 | 21                 |
| شروان            | 197                 | 21                 |

منطقة كنجه
| المكان          | رمز المنطقة القديمة | رمز المنطقة الجديد |
| --------------- | ------------------- | ------------------ |
| مقاطعة آقستافا  | 244                 | 22                 |
| مقاطعة داشكسن   | 216                 | 22                 |
| مقاطعة غدابيغ   | 232                 | 22                 |
| كنجه            | 22                  | 22                 |
| مقاطعة غورانبوي | 234                 | 22                 |
| مقاطعة كويكول ‏  | 230                 | 22                 |
| مدينة نفتالان   | 225                 | 22                 |
| مقاطعة قازاخ    | 279                 | 22                 |
| مقاطعة ساموخ    | 265                 | 22                 |
| مقاطعة شمكير    | 241                 | 22                 |
| مقاطعة ترتر     | 246                 | 22                 |
| مقاطعة تووز     | 231                 | 22                 |
| مقاطعة يفلاخ    | 166                 | 22                 |

منطقة قوبا
| المكان         | رمز المنطقة القديمة | رمز المنطقة الجديد |
| -------------- | ------------------- | ------------------ |
| مقاطعة خاتشماز | 172                 | 23                 |
| مقاطعة خيزي ‏   | 199                 | 23                 |
| قوبا           | 169                 | 23                 |
| مقاطعة قوسار   | 138                 | 23                 |
| مقاطعة شابران  | 115                 | 23                 |
| مقاطعة سيازن   | 190                 | 23                 |

منطقة شاكي
| المكان         | رمز المنطقة القديمة | رمز المنطقة الجديد |
| -------------- | ------------------- | ------------------ |
| مقاطعة بالاكن  | 119                 | 24                 |
| مينجا تشيفير   | 147                 | 24                 |
| مقاطعة أوغوز   | 111                 | 24                 |
| مقاطعة غابالا  | 160                 | 24                 |
| مقاطعة قاخ     | 144                 | 24                 |
| ناحية شاكي     | 177                 | 24                 |
| مقاطعة زقاتالا | 174                 | 24                 |

منطقة لنكران
| المكان           | رمز المنطقة القديمة | رمز المنطقة الجديد |
| ---------------- | ------------------- | ------------------ |
| مقاطعة آستارا    | 195                 | 25                 |
| مقاطعة بيلاسوار  | 159                 | 25                 |
| مقاطعة جليل آباد | 114                 | 25                 |
| مقاطعة لنكران    | 171                 | 25                 |
| مقاطعة ليريك     | 157                 | 25                 |
| مقاطعة ماساللي   | 151                 | 25                 |
| مقاطعة يارديملي  | 175                 | 25                 |

منطقة شوشا
| المكان         | رمز المنطقة القديمة | رمز المنطقة الجديد |
| -------------- | ------------------- | ------------------ |
| مقاطعة آقدام   | 192                 | 26                 |
| مقاطعة فضولي   | 141                 | 26                 |
| مقاطعة جبرائيل | 118                 | 26                 |
| مقاطعة كلبجر   | 266                 | 26                 |
| خانكندي        | 162                 | 26                 |
| مقاطعة خوجالي ‏ | 102                 | 26                 |
| مقاطعة خوجاوند | 149                 | 26                 |
| مقاطعة لاتشين  | 146                 | 26                 |
| منطقة قبادلي   | 133                 | 26                 |
| مقاطعة شوشا ‏   | 191                 | 26                 |
| مقاطعة زنغلان  | 196                 | 26                 |

جمهورية ناختشيفان المستقلة
| المكان          | رمز المنطقة القديمة | رمز المنطقة الجديد |
| --------------- | ------------------- | ------------------ |
| ناحية بابك      | 36                  | 36                 |
| حي جلفا ‏        | 36                  | 36                 |
| كنقرلي          | 36                  | 36                 |
| نخجوان          | 36                  | 36                 |
| مقاطعة أوردوباد | 36                  | 36                 |
| مقاطعة ساداراك ‏ | 36                  | 36                 |
| مقاطعة شهبوز ‏   | 36                  | 36                 |
| مقاطعة شارور    | 36                  | 36                 |